# Мервиль (Од)
Мерви́ль (фр. Mayreville) — коммуна во Франции, находится в регионе Лангедок — Руссильон. Департамент коммуны — Од. Входит в состав кантона Бельпеш. Округ коммуны — Каркасон.
Код INSEE коммуны — 11226.

## Население
Население коммуны на 2008 год составляло 69 человек.
| 1962 | 1968 | 1975 | 1982 | 1990 | 1999 | 2008 |
| ---- | ---- | ---- | ---- | ---- | ---- | ---- |
| 83   | 88   | 71   | 75   | 67   | 76   | 69   |

## Экономика

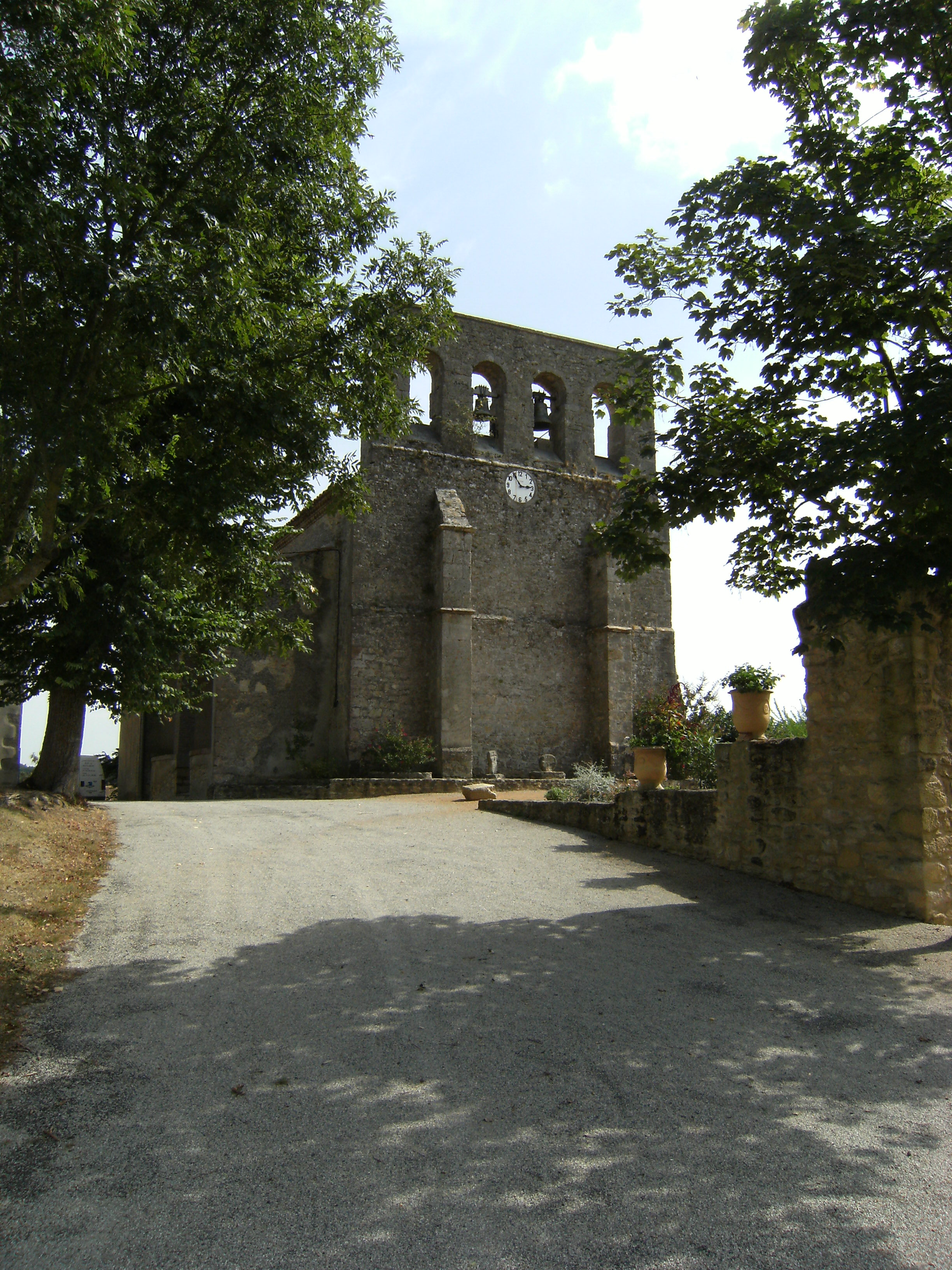
Фасад церкви Сен-Пьер

В 2007 году среди 43 человек в трудоспособном возрасте (15—64 лет) 31 были экономически активными, 12 — неактивными (показатель активности — 72,1 %, в 1999 году было 87,5 %). Из 31 активного работали 28 человек (17 мужчин и 11 женщин), безработных было 3 (2 мужчин и 1 женщина). Среди 12 неактивных 3 человека были учениками или студентами, 4 — пенсионерами, 5 были неактивными по другим причинам.